# Голосование деньгами
Голосование деньгами, денежное голосование — это аналогия, которая относится к теоретическому влиянию потребительского выбора на действия производителей посредством потока потребительских платежей производителям за их товары и услуги.

## Обзор
В некоторых учебниках по принципам середины XX века термин «денежное голосование» использовался для описания процесса, посредством которого выбор потребителей влияет на производственные решения фирм. Продукты, которые покупают потребители, как правило, будут производиться в будущем. Продукты, которые продаются не так хорошо, как ожидалось, получат меньше производственных ресурсов в будущем. Согласно этой аналогии, потребители своими покупками голосуют за «победителей» и «проигравших». Этот аргумент был использован для объяснения и рыночного распределения товаров и услуг под лозунгом «потребительский суверенитет».
Потребительские бойкоты иногда направлены на изменение поведения производителей. Цели выборочных бойкотов, или голосования деньгами, были разнообразны и включали в себя доходы, смещение ключевых руководителей или репутационный ущерб.
Современная идея денежного голосования восходит к ее развитию Джеймсом М. Бьюкененом в его книге «Индивидуальный выбор при голосовании и рынок». Будучи теоретиком общественного выбора, Бьюкенен рассматривал экономическое участие индивида как форму чистой демократии. История голосования деньгами в Соединённых Штатах, также известная как политический консьюмеризм, восходит к Американской революции, когда колонисты бойкотировали несколько британских товаров в знак протеста против налогообложения без представительства.
Если избиратели чувствуют себя политически бесправными, они могут вместо этого использовать свою покупательную способность для влияния на политику и экономику. Потребители используют голосование деньгами, потому что надеются повлиять на ценности общества и использование ресурсов.

## Критика
Теория денежного голосования столкнулась с критикой в современной Америке за то, что оно было чисто классовым. Голосование деньгами архетипично используется потребителями среднего класса, которые тратят свои деньги на местные фермерские рынки, общественные сельскохозяйственные программы и приготовление «слоу-фуд». Эти закупки не затрагивают малообеспеченных производителей и потребителей на продовольственном рынке. Голосование деньгами также подвергалось критике как форма демонстративного потребления для состоятельных людей.
Голосование деньгами также подвергалось критике за то, что оно было своего рода потребительской бдительностью. Хотя большинство экономистов и экономических философов признают, что потребители имеют право на свой личный моральный выбор на рынке, крупномасштабные движения, направленные на влияние на потребительские расходы, могут иметь потенциально опасные последствия.
Усилия по поощрению корпораций и фирм действовать экологически чистыми способами стали популярными. Неясно, действительно ли фирмы, создающие негативные экологические внешние эффекты, изменят свой метод производства, чтобы удовлетворить такие желания. Голосование деньгами также может отговорить граждан от законотворческих усилий по сдерживанию неприкрытого эгоизма фирм и потребителей, вместо этого переложив эту ответственность на рынок.